# Harry Williams (rugby à XV)
Pour les articles homonymes, voir Harry Williams et Williams.

a Compétitions nationales et continentales officielles uniquement.

b Matchs officiels uniquement.
Dernière mise à jour le 20 août 2025.
Harry Williams, né le 1er octobre 1991 à Londres (Angleterre), est un joueur international anglais de rugby à XV. Il joue au poste de pilier droit.
Il a précédemment joué pour les London Wasps, Nottingham, les Jersey Reds, les Exeter Chiefs, Montpellier Hérault Rugby et la Section paloise.

## Biographie

### Jeunesse et formation
Harry Williams nait à Londres le 1er octobre 1991. Fils d'un maçon et d'une paysagiste, il grandit à Crystal Palace, dans le sud de Londres. Il commence le rugby dans le club d'Old Elthamians (en). Il allait à l'école Whitgift où étudiaient également Elliot Daly, Marland Yarde et George Merrick, avec qui il jouait dans l'équipe de rugby de l'école. Il vit et joue au rugby dans le nord d'Auckland, durant sept mois et travaillait aussi comme nettoyeur dans une boulangerie, avant d'aller étudier et jouer à l'université de Loughborough de 2011 à 2013, jouant avec les Loughborough Students (en) à cette occasion.
En 2012, il rejoint le centre de formation des London Wasps mais ne réussit pas à percer avec l'équipe première,. Il n'y reste qu'une seule saison et joue seulement deux matchs de coupe anglo-galloise en 2013.

### Débuts de carrière enChampionship(2013-2015)
Après son passage raté avec les Wasps, Harry Williams rejoint Nottingham en deuxième division anglaise. Il y joue douze matchs de championnat en un an. Une saison après son arrivée à Nottingham, Harry Williams rejoint les Jersey Reds, en 2014, où il ne reste qu'une seule saison également. À l'issue de cette saison, il est nommé, par les entraîneurs du championnat, dans l'équipe type de l'année, le récompensant de ses très bonnes performances. Cette période à Jersey l'a, selon lui, beaucoup aidé à progresser car ici, beaucoup de joueurs de première ligne émergent, tels Sam Lockwood (en) ou encore Richard Barrington (en) qui sont passés par les Jersey Reds avant de rejoindre un grand club (ici Newcastle Falcons et Saracens).

### Au plus haut niveau à Exeter et international anglais (2015-2023)
En avril 2015, Harry Williams quitte Jersey pour Exeter car il voulait jouer au plus haut niveau, dans un club ambitieux. Dès sa première saison en Premiership, à l'âge de 24 ans, il s'impose dans sa nouvelle équipe et est le plus souvent titulaire. Le 9 avril 2016, il marque son premier essai avec Exeter face aux Wasps, en Coupe d'Europe. Cette saison, Exeter atteint la finale du championnat, face au Saracens. Lors de la finale, Harry Williams est titulaire et joue 47 minutes, mais son équipe s'incline sur le score de 28 à 20,.
Lors de la saison suivante, en 2016-2017, Harry Williams joue 27 matchs toutes compétitions confondues, et atteint la finale du championnat et de la coupe nationale avec Exeter. En finale de Premiership, Exeter bat les Wasps (23-20) et remporte ce titre pour la première fois de son histoire. Harry Williams est titulaire, joue 50 minutes et remporte le premier titre de sa carrière. Il ne participe cependant pas à la finale perdue en Coupe anglo-galloise contre Leicester.
En mai 2017, alors que de nombreux Anglais sont retenus pour participer à la tournée des Lions britanniques, le sélectionneur de l'Angleterre, Eddie Jones, fait appel à dix-sept nouveaux joueurs pour compenser ces absences. Ainsi, Harry Williams est sélectionné pour la première fois avec le XV de la Rose afin d'affronter l'Argentine lors d'une double confrontation, durant la tournée estivale anglaise de 2017,. À cette occasion, il obtient sa première cape internationale le 10 juin 2017, est titulaire et joue 62 minutes. Auteur d'une bonne première, il est de nouveau aligné en tant que titulaire et connaît sa deuxième sélection une semaine plus tard, lors du second match de la tournée. Ses performances durant ces deux matchs ont plu à Eddie Jones, qui a fait de Harry Williams un appelé régulier avec l'Angleterre.
Après trois tests internationaux en novembre 2017, il est sélectionné, en janvier 2018, pour participer au Tournoi des Six Nations 2018,, durant lequel il joue trois rencontres (face à l'Italie, le pays de Galles et l'Écosse). Il joue ensuite quatre tests internationaux en novembre 2018, avant de participer au Tournoi des Six Nations 2019. Après ce tournoi, il est sélectionné en équipe nationale, en juillet 2019, pour préparer la Coupe du monde 2019. Il joue un match amical face au pays de Galles, en préparation du mondial, mais n'est pas convoqué pour la disputer. En effet, Eddie Jones préfère appeler Kyle Sinckler et Dan Cole à son poste.
Les deux saisons suivantes, Williams joue toujours aussi régulièrement et atteint la finale du championnat d'Angleterre pour la troisième et quatrième fois consécutive. Les deux finales sont remportées par les Saracens et il est absent pour la finale 2018 mais titulaire pour la finale 2019,,.
Durant la saison 2019-2020, Harry Williams joue 26 matchs toutes compétitions confondues, en étant titulaire à chaque fois. En mars 2020, son club annonce qu'il prolonge son contrat pour une durée d'au moins deux ans,. Cette saison Exeter atteint dans un premier temps la finale de Coupe d'Europe. Durant celle-ci, face au Racing 92, Harry Williams est titulaire et inscrit le troisième des quatre essais de son équipe, qui s'impose 31 à 27 et remporte la première Coupe d'Europe de son histoire,. Une semaine plus tard, Exeter remporte un nouveau titre et est champion d'Angleterre, après avoir battu les Wasps 19 à 13. Williams était aussi titulaire lors de cette finale, avant d'être remplacé par Tomas Francis en seconde période,.
En 2020-2021, Exeter se qualifie jusqu'en finale du championnat pour la sixième fois consécutive où il affronte les Harlequins. Pour cette rencontre, Harry Williams est titulaire en première ligne aux côtés d'Alec Hepburn et Luke Cowan-Dickie. Son équipe est battue de justesse en toute fin de match et s'incline sur le score de 38 à 40,. 
Durant la saison 2022-2023, il se blesse gravement au genou gauche lors d'un match de championnat face aux Harlequins en mars 2020, mettant fin à sa saison.

### Départ en France à Montpellier puis à la Section paloise (depuis 2023)
Après huit saisons jouées avec Exeter, Harry Williams quitte son pays natal pour rejoindre le Montpellier HR en France, à partir de la saison 2023-2024, où il retrouve son ancien coéquipier Sam Simmonds. Il arrive pour remplacer Mohamed Haouas, parti au Biarritz olympique. Il dispute son premier match le 2 décembre 2023 au Stade Jean-Dauger face à l'Aviron bayonnais en remplacement de Titi Lamositele à la 53e minute. Durant la saison 2023-2024, il dispute neuf matchs de Top 14 et quatre matchs de Challenge Cup. Au terme de sa première saison à Montpellier, il est libéré de son contrat.
Le 19 juillet 2024, il s'engage avec la Section paloise jusqu'en juin 2025, avec une saison en option, pour compenser la lourde blessure de Siate Tokolahi,. Il est utilisé à quatorze reprises lors de la saison, dont dix titularisations.
En avril 2025, le club anglais des Harlequins signe le joueur palois pour la saison 2025-2026.

## Vie privée
Sa sœur cadette, Matilda, a représenté la Grande-Bretagne en water-polo,.
En janvier 2020, Harry Williams rejoint le club de Plymouth Albion en tant qu'entraîneur de la mêlée.

## Palmarès

### En club
- Exeter Chiefs
  - Finaliste du Championnat d'Angleterre en 2016, 2018, 2019 et 2021
  - Vainqueur du Championnat d'Angleterre en 2017 et 2020
  - Finaliste de la Coupe anglo-galloise en 2017
  - Vainqueur de la Coupe d'Europe en 2020

### En sélection nationale

#### Tournoi des Six Nations
| Édition                      | Rang | Résultats Angleterre | Résultats Williams | Matchs Williams |
| ---------------------------- | ---- | -------------------- | ------------------ | --------------- |
| Tournoi des Six Nations 2018 | 5    | 2 v, 0 n, 3 d        | 2 v, 0 n, 1 d      | 3/5             |
| Tournoi des Six Nations 2019 | 2    | 3 v, 1 n, 1 d        | 1 v, 0 n, 1 d      | 2/5             |
| Tournoi des Six Nations 2021 | 5    | 2 v, 0 n, 3 d        | 0 v, 0 n, 1 d      | 1/5             |

Légende : v = victoire ; n = match nul ; d = défaite ; la ligne est en gras quand il y a Grand Chelem.

## Statistiques internationales
Harry Williams compte dix-neuf sélections dont trois titularisations avec l'équipe d'Angleterre, mais n'a jamais marqué de points avec. Il a pris part à trois éditions du Tournoi des Six Nations, en 2018, 2019 et 2021.
| Année | Compétition | Matchs | Points | Essais |
| ----- | ----------- | ------ | ------ | ------ |
| 2017  | Test matchs | 5      | -      | -      |
| 2018  | Six Nations | 3      | -      | -      |
| 2018  | Test matchs | 7      | -      | -      |
| 2019  | Six Nations | 2      | -      | -      |
| 2019  | Test matchs | 1      | -      | -      |
| 2021  | Six Nations | 1      | -      | -      |
| Total | Total       | 19     | 0      | 0      |